# Dennis Alt

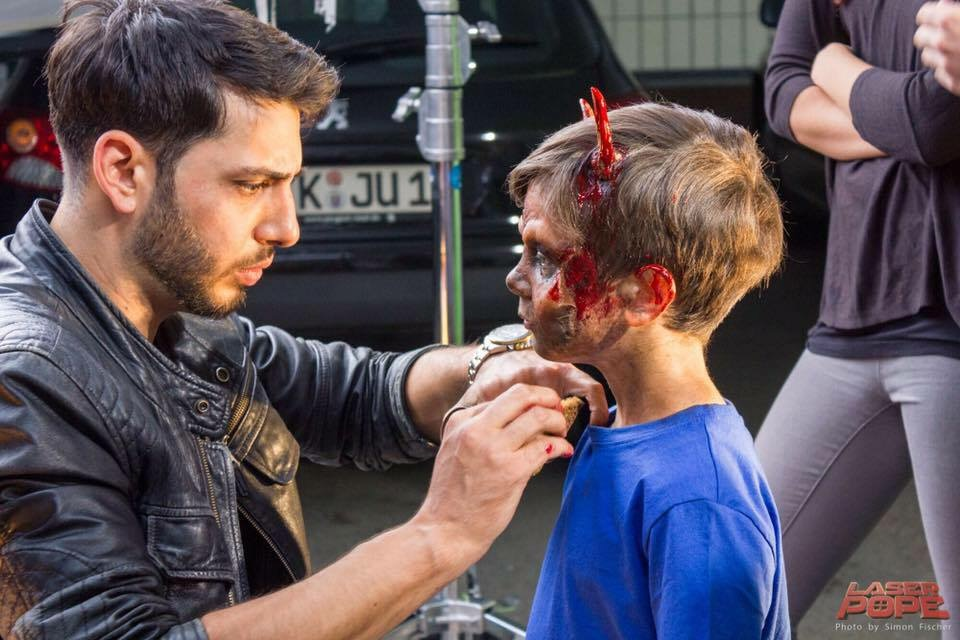
Dennis Alt bei der Arbeit

Dennis Alt (* 1986 in Frankfurt am Main) ist ein deutscher Maskenbildner.

## Leben
Alt wuchs in Frankfurt-Bornheim bei seiner Mutter auf und ging dort zur Schule. Er besuchte den Kunstunterricht im Städel Museum. Dabei begeisterte er sich für Handarbeit und Kunst. Zunächst machte er eine Ausbildung bei seinem Vater, der einen Friseursalon am Eschenheimer Tor betrieb. Später lernte er den Beruf des Maskenbildners. In verschiedenen Musikvideos und Filmen spielte er mit, beispielsweise „Verbotene Früchte“ mit Samy Deluxe. 2015 eröffnete er einen Barbershop „Sky Thompson“, der 2018 vom Playboy Magazin zum besten Barbershop Deutschlands und 2019 zum besten Barbershop Hessens gekürt wurde.

## Filmographie (Auswahl)
- 2011: Seitengänge (Sport de Filles)
- 2013: Mordsfreunde – Ein Taunuskrimi
- 2013: Der Himmel zwischen den Welten
- 2013: WISO (Fernsehsendung, eine Folge)
- 2013: Michael McGraw – Hands up (Musikvideo)
- 2014: Ferris Mc – Roter Teppich (Musikvideo)
- 2014: Sin & Illy still alive (Kinospielfilm)
- 2014: Samy Deluxe – verbotene Früchte (Musikvideo)
- 2014: Alles ist Liebe
- 2015: Bruder vor Luder
- 2015: Paula kommt – Sex und gute Nacktgeschichten (Fernsehsendung, eine Folge)
- 2015: Pur – Achtung (Musikvideo)
- 2016: Georg auf Lieder – Frosch (Musikvideo)
- 2016: Deine Zukunft (Kurzfilm)